# Łyse (gmina)
Pour les articles homonymes, voir Łyse.
Łyse est une gmina rurale (gmina wiejska) de la powiat d'Ostrołęka, dans la Voïvodie de Mazovie, dans le centre-est de la Pologne.
Son siège administratif (chef-lieu) est le village de Łyse, qui se situe environ 31 kilomètres au nord d'Ostrołęka (siège de la powiat) et 132 kilomètres au nord-est de Varsovie (capitale de la Pologne).
La gmina couvre une superficie de 246,45 km2 pour une population de 7 908 habitants en 2006.

## Histoire
De 1975 à 1998, la gmina est attachée administrativement à la voïvodie d'Ostrołęka.

Depuis 1999, elle fait partie de la voïvodie de Mazovie.

## Géographie
La gmina de Łyse inclut les villages et localités de :

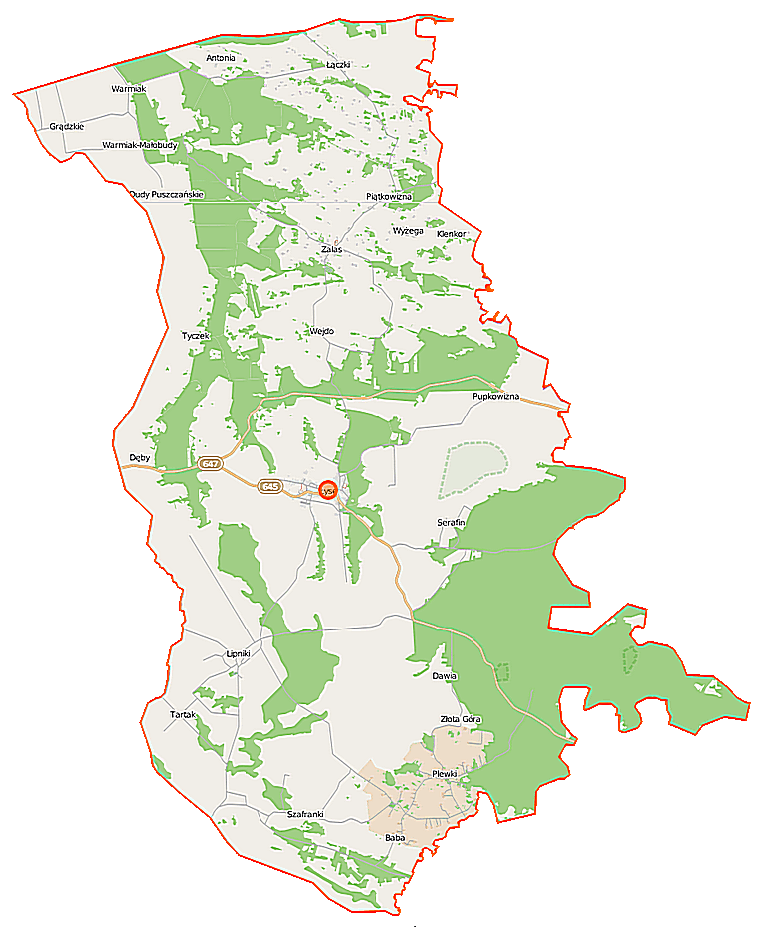
Plan de la gmina

- Antonia
- Baba
- Dawia
- Dęby
- Dudy Puszczańskie
- Grądzkie
- Klenkor
- Łączki
- Lipniki
- Łyse
- Piątkowizna
- Plewki
- Pupkowizna
- Serafin
- Szafranki
- Tartak
- Tyczek
- Warmiak
- Wejdo
- Wyżega
- Zalas
- Złota Góra

### Gminy voisines
La gmina de Łyse est voisine des gminy suivantes :
- Kadzidło
- Myszyniec
- Miastkowo
- Pisz
- Rozogi
- Turośl
- Zbójna

## Structure du terrain
D'après les données de 2002, la superficie de la commune de Łyse est de 246,45 km2, répartis comme tel :
- terres agricoles : 62 %
- forêts : 35 %

La commune représente 11,74 % de la superficie du powiat.

## Démographie
Données du 30 juin 2004 :
| Description        | Total  | Total | Femmes | Femmes | Hommes | Hommes |
| ------------------ | ------ | ----- | ------ | ------ | ------ | ------ |
| Unité              | Nombre | %     | Nombre | %      | Nombre | %      |
| Population         | 7 913  | 100   | 3 891  | 49,2   | 4 022  | 50,8   |
| Densité (hab./km²) | 32,1   | 32,1  | 15,8   | 15,8   | 16,3   | 16,3   |